# 天下衛視

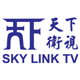
天下衛視logo設計 2001年-2009年

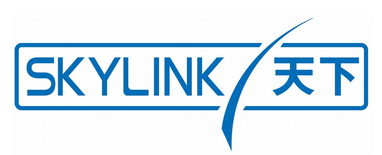
天下衛視logo設計 2012年-2015年

天下衛視是歷史最為悠久的美國24小時全天候播出的華語衛星電視台，成立於1989年，由臺灣美籍華人財團投資，在美國洛杉磯創建，原名為北美電視。天下衛視目前擁有三個頻道，分別播出國語和粵語的節目，包括自製的國粵語新聞以及外購的中國大陸、韓國、香港和台灣影劇和綜藝節目。

## 歷史

### 早期歷史
天下衛視是歷史最為悠久的美國華語24／7衛星電視台，成立於1989年，由臺灣美籍華人財團投資，在美國洛杉磯創建，原名為北美電視。它是第一家企業總部設在美國的全美性華語電視公司。北美電視在1989年12月1日開播，1990年進入有線電視Charter頻道。1992年，北美電視在紐約建立分公司，進入有線電視Time Warner頻道。1999年紐約分公司結束營業。
2001年12月，北美電視正式更名為天下衛視（英文：Sky Link TV）。天下衛視主打戲劇，韓劇《大長今》、《浪漫滿屋》創下收視熱潮，讓天下衛視家喻戶曉。之後又接連播出一系列受歡迎的韓劇，在業界帶動韓劇風潮。還有許多膾炙人口的中國內地戲劇，像《滿清13王朝》、《喬家大院》、《走西口》、《越王勾踐》等，收視與口碑俱佳。「天下」的另一特色是率先引入政論節目。不少觀眾至今仍然記得，由李濤主持的《2100全民開講》、李豔秋的《新聞夜總會》，以及鄭麗文和尹乃菁的《火線雙嬌》等節目，一度成為觀眾茶餘飯後的熱點話題。現正播出由謝震武和谷懷萱主持的《新聞面對面》，同為收視率極高的政論節目。
2004年天下衛視首次直播帕薩迪納玫瑰花車遊行。天下衛視是自2004年以來全球唯一一家用國語、粵語同步直播這一慶典的電視台。每年元旦早上7時30分，華人觀眾打開電視機，鎖定天下衛視頻道，就可以觀看到主播們，對浩浩蕩蕩、延綿近九公里長的90餘輛花車、樂儀隊及馬術隊用華語介紹。2006年8月10日，天下衛視進入Dish Network衛星（美國主流衛星平台，與中國著名的長城平台同一衛星系統），擁有兩個自辦頻道，綜合台及戲劇台，收視覆蓋全美國。2007年11月9日與美國網絡電視平台麒麟電視簽約，播送訊號的方式擴大爲網絡傳輸也可收看到天下衛視24小時的節目。

### 資產重組
2009年7月27日，天下衛視資本重組，被來自中國的天星傳媒集團兼並。這是中國民營資本首次進入美國傳媒業。天下衛視經過改版已成為美國華人群體表述民意的平台，成為美國亞裔人群展示文化的窗口，成為北美地區華人和中國大陸之間進行文化溝通和經濟往來的重要通道。2009年10月至12月，天下衛視由原來僅覆蓋洛杉磯部分地區，擴大為通過衛星、有線頻道、無線頻道和網路電視覆蓋整個大洛杉磯地區和全美國，是目前美國所有華語電視台中覆蓋範圍最大的電視台之一。2009年12月天下衛視正式進入美國洛杉磯無線頻道31.5。
2012年9月17日，廣視傳媒在美國洛杉磯註冊了美國廣視傳媒有限公司（英文：Guangzhou Media American Co, Ltd.），全面收購了天下衛視。廣視傳媒接手之後，投入大量資金，對技術設備進行了全面改造與升級，為天下衛視在與其他華語台的競爭中脫穎而出，打下了堅實的基礎。11月2日，天下衛視開闢了24小時的粵語頻道(天下二台 粵語無線頻道44.4)。天下衛視成為美國第一家擁有國、粵語雙語頻道、並全天候二十四小時播出的電視台。
2013年9月12日，美國廣視傳媒有限公司收購天下衛視項目被中華人民共和國商務部認定為2012-2014年度國家文化出口重點項目。

### 近期動態
2013年起，天下衛視著重於製作本地個性化節目與華人社區進行緊密互動。節目包括: 知名主持人章台生(2013年)與天下新聞主播沈泠(2014-2015年)主持的《天下縱橫談》、美女主持人任霜霜主持的《LA380》、省錢大作戰、天下新聞等。2014年5月15日，天下衛視退出無線頻道31.5，開啟天下三台 國語無線頻道44.3，為天下衛視打開新的一篇章。
2014年，天下衛視熱播《新聞面對面》、《繼承者們》、《Running Man》(韓版：奔跑吧兄弟)、《台灣金曲獎》、《咱們結婚吧》等亞洲熱門影視節目。2014年第二季度，天下衛視獲黃金時段華語台收視率冠軍。9月，天下衛視取得韓劇《來自星星的你》北美電視播映權，9月8日起週一至週五每晚8點以國語配音，中文字幕在天下衛視國語一台和無線三台的天下鑽石劇場中播出。2015年，麒麟電視拖延支付合約款項與天下衛視產生合約糾紛。5月，天下衛視停止傳送電視信號，并退出網路電視平台麒麟電視頻道。
2015年7月24日起，天下衛視與湖南衛視強強聯手，每週五晚9點，全美獨家、同步播出《爸爸去哪儿 (第三季)》。
2015年9月18日，天下衛視三藩市正式開幕。天下衛視將於當地主流媒體KRON 4合作，通過無線4.2播出。除了無線頻道以外，天下衛視還將通過有線頻道xfinity (前: Comcast)頻道193，和DISH NETWORK三個平台播出。天下衛視三藩市臺將播出24小時國粵語中文節目。天下衛視於9月29日進行試播。
2016年1月15日，天下衛視再次與湖南衛視強強聯手，每週五晚9點，全美獨家、同步播出我是歌手 (第四季)。5月7日起每週六晚9點，天下衛視與湖南衛視強強聯手播出《快樂大本營》。6月，天下衛視與北美樂視合作，天下衛視自製節目《坐觀天下》登錄樂視，讓北美樂視觀眾可以點播觀看。
2019年3月22日，捷成華視網聚收購天下衛視。

## 頻道標語/標誌
| 年份   | 標語                      | 英文                 | 週期               |
| ------ | ------------------------- | -------------------- | ------------------ |
| 2012年 | 從心出發                  | Leading with passion | 2012年至2015年     |
| 2015年 | 今天看了嗎？/今日睇咗未？ |                      | 三藩市開台宣傳口號 |

- 2001年-2009年
- 2012年-2015年

## 頻道

### 洛杉磯天下一台
國語頻道節目表（页面存档备份，存于）
- 有線電視 Time Warner 1415
- 有線電視 Charter Spectrum 353
- 衛星電視 Dish Network 9957
- 網絡電視 Dish World

### 洛杉磯天下二台
粵語頻道節目表（页面存档备份，存于）
- 無線頻道 44.4 （KXLA 洛杉磯）
- 衛星電視 Dish Network 9956
- 網路電視 Sling TV

### 洛杉磯天下三台
國語頻道節目表（页面存档备份，存于）
- 無線頻道 44.3 （KXLA 洛杉磯）

### 三藩市台
三藩市頻道節目表（页面存档备份，存于）
- 無線頻道 4.2 （KRON 三藩市）
- Xfinity Comcast 193

## 主持人/主播

### 在線主持人
| 新聞、資訊節目主持人 | 新聞、資訊節目主持人 | 新聞、資訊節目主持人 | 新聞、資訊節目主持人 | 新聞、資訊節目主持人 | 新聞、資訊節目主持人 | 新聞、資訊節目主持人 | 新聞、資訊節目主持人 |
| -------------------- | -------------------- | -------------------- | -------------------- | -------------------- | -------------------- | -------------------- | -------------------- |
| 【天下新聞】         | 羅繼文               | 李慶雯               | 任霜霜1              | 楊素素1              | 沈泠                 | 陳志堅1              |                      |
| 綜藝、娛樂節目主持人 |                      |                      |                      |                      |                      |                      |                      |
| 【C+家美食偵探】     | York                 | FeiFei               |                      |                      |                      |                      |                      |
| 1粵語主播/主持人     |                      |                      |                      |                      |                      |                      |                      |

## 節目

### 劇集
天下衛視主打戲劇，韓劇《大長今》、《浪漫滿屋》創下收視熱潮，讓天下衛視家喻戶曉。天下衛視與韓媒簽署長期合作關係，為北美華人第一時間提供韓國熱播的戲劇。2014年，天下衛視第一時間拿到《來自星星的你》北美首播權，創下收視新紀錄。同年，相繼播出《繼承者們》、《聽見你的聲音》、《危情三日》。2015年熱播《神的禮物－14天》等知名韓國戲劇。除了韓劇以外，天下衛視積極從中國內地採購內地戲劇來提供觀眾不一樣的戲劇風格。節目包括：《純真年代》、《咱們結婚吧》、《老媽的三國時代》等。

#### 鑽石劇場
目前鑽石劇場由李興華翡翠金城贊助，因此命名為“李興華鑽石劇場”。鑽石劇場由天下一台和天下三台同步播出，主要以韓劇為主。播出時段為週一至週五每晚8-9點。
播出列表：
| 播出年份 | 播出日期 | 戲劇名稱          | 主演                           |
| -------- | -------- | ----------------- | ------------------------------ |
| 2014     | 4月      | 主君的太陽        | 蘇志燮、孔曉振、徐仁國、金釉利 |
| 2014     | 9月8日   | 來自星星的你      | 金秀賢、全智賢、朴海鎮         |
| 2014     | 10月21日 | 甜蜜的負荷        | 文彩元、崔真赫、李姬珍         |
| 2014     | 11月     | 繼承者們          | 朴信惠、李敏鎬、金宇彬         |
| 2014     | 12月31日 | Three Days        | 朴有天、孫賢周、朴河宣、蘇怡賢 |
| 2015     | 3月18日  | 結婚的女神        | 南相美、金智勳、李尚禹         |
| 2015     | 6月2日   | 神的禮物－14天    | 李寶英、曹承佑、鄭糠雲、金太祐 |
| 2015     | 7月3日   | 沒關係，是愛情啊  | 趙寅成、孔孝真、成東日         |
| 2015     | 8月3日   | 誘惑 (韓國電視劇) | 崔智友、權相佑、李廷鎮         |
| 2015     | 9月11日  | 皮諾丘 (電視劇)   | 李鍾碩、朴信惠、金英光、李侑菲 |
| 2015     | 11月     | 對我而言可愛的她  | 鄭智薰、金明洙、鄭秀晶         |
| 2015     | 12月     | 你們被包圍了      | 李昇基、車勝元、高雅羅         |
| 2016     | 1月      | 看見味道的少女    | 朴有天、申世景                 |

#### 翡翠劇場
翡翠劇場由天下二台粵語台播出。播出時段為週一至週五每晚8-10點。
播出列表：
| 播出年份 | 播出日期 | 戲劇名稱                         | 主演                   |
| -------- | -------- | -------------------------------- | ---------------------- |
| 2015     | 3月13日  | 京城外來妹(原名:我在北京·挺好的) | 王茜華、陶昕然、林繼東 |
| 2015     | 4月29日  | 薛丁山                           | 遲帥、吳樾、樊少皇     |
| 2015     | 5月27日  | 老媽的三國時代                   | 蔡明、王麗雲、蓋克     |
| 2015     | 6月24日  | 野鴨子2                          | 曹曦文、張桐           |
| 2015     | 7月15日  | 失寵王妃之結緣(又名：天地情緣)   | 李晟、高雲翔、黃明     |
| 2015     | 8月7日   | 妻子的秘密                       | 劉愷威、趙麗穎、丁子峻 |
| 2015     | 9月14日  | 第二次人生                       |                        |

### 天下影院
天下影院是天下衛視每隔週日晚8點播出的，轉為觀眾重現經典電影。
| 播出年份 | 播出日期 | 戲劇名稱        | 主演           |
| -------- | -------- | --------------- | -------------- |
| 2015     | 12月6日  | 志明與春嬌      | 楊千嬅、余文樂 |
| 2015     | 12月20日 | 非诚勿扰 (电影) | 葛优、舒淇     |
| 2016     | 1月3日   | 我知女人心      | 劉德華、鞏俐   |
| 2016     | 1月17日  | 八星報喜        | 周潤發、黃百鳴 |

### 綜藝娛樂
2012年，天下衛視在“從心出發”口號響起之際，便開始著手採購亞洲熱門綜藝娛樂節目，努力為北美華人提供即時的綜藝節目。天下衛視第一時間拿到多部綜藝類節目北美首播權，如《Running Man》（韓版:奔跑吧兄弟）、《台灣紅白大賞》、《真情追蹤》、《佩岑微時尚》等。2015年6月27日，《台灣金曲獎》在台灣播出后隔日，便由天下衛視獲得播映權為北美華人第一時間轉播。同年7月24日起，天下衛視與湖南衛視合作，每週五晚9點全美首播、同步播出《爸爸去哪兒 第三季》。同时还会在年底转播《快乐中国湖南卫视跨年演唱会》节目。
- 2015年7月24日 全美獨家同步播出《爸爸去哪兒 第三季》 每週五晚9點
- 2016年1月15日 全美獨家同步播出《我是歌手 (第四季)》 每週五晚9點
- 2016年10月7日 全美獨家同步播出《星廚駕到 第三季》 每週五晚9點

### 新聞節目
天下衛視每日為觀眾提供一小時國語新聞，和半小時粵語新聞。其中除了自採本地新聞以外，還與美聯社、新華社等當地主流新聞媒體合作，將其編譯成中文進行報道，讓當地華人更加了解所在地的情況。

#### 本地新聞
| 節目名稱           | 節目語言 | 播放頻道           | 播放時段                  |
| ------------------ | -------- | ------------------ | ------------------------- |
| 天下新聞（英語：Sky News） | 國語     | 天下一台、天下三台 | 周一至周五晚上19:00-20:00 |
| 天下新聞（英語：Sky News） | 粵語     | 天下二台           | 周一至周五晚上19:30-20:00 |

### 本地製作節目

#### 洛杉磯地區
| 開播日期       | 停播日期      | 節目名稱                              | 主持人                                  | 時長             | 播放時段                                                 | 内容 |
| -------------- | ------------- | ------------------------------------- | --------------------------------------- | ---------------- | -------------------------------------------------------- | --- |
| 2013年2月      | 播出中        | 天下縱橫談 （Sky Talk）               | 沈泠（2014-2015年） 章台生（2013年）    | 30分鐘           | 天下一台 週六20:00 天下二台 週六19:15 天下三台 週六21:00 | 立足美國華人生活，討論社會熱點問題。                                                                       |
| 2013年6月29日  | 2013年11月    | LA 380                                | 任霜霜（Gigi）                          | 一小時           | 三台同步 週六19:15                                       | LA 380 帶你遊覽洛杉磯。嘗試新事物、活動、美食、觀賞名勝。                                                  |
| 2014年5月4日   | 2014年5月25日 | 辣媽大變身 （Hot Mom）                | 張子端                                  | 一小時           | 三台同步 週日21:00                                       | 2014年母親節特別節目，共四集。                                                                             |
| 2014年11月     | 播出中        | 私家美食偵探                          | YORK                                    | 5分鐘            | 三台同步 週五19:55                                       | 美食偵探帶您探訪最地道的洛杉磯美食                                                                         |
| 2015年8月22日  | 2015年10月3日 | K歌之王爭霸賽 第一季 （K-Superstars） | 大胖 / Gigi / Jimmy / FeiFei            | 30分鐘 - 120分鐘 | 三台同步 週六 22:00                                      | 2015 K歌之王爭霸賽，勁歌熱舞，特邀美國華裔饒舌天王MC Jin做為活動大使，同台演出，共7集。                    |
| 2015年11月25日 | 完結          | 非常台灣                              | 沈泠                                    | 5分鐘            | 三台同步 週三 19:55                                      | 在台灣吃該怎麼吃 玩該怎麼玩 非常台灣告訴你                                                                 |
| 2016年6月      | 播出中        | 5分鐘看天下                           | 小熊、沈泠、楊素素、Cathy、Vivi、布萊恩 | 5分鐘            | 週一-週五 19:30                                          | 5分鐘看天下，每週播出不同話題。包括：朋友圈天下、走吧let's go、 Music Wonderland、黑科技情報局、好片帶你宅 |

#### 三藩市地區
| 開播日期       | 停播日期 | 節目名稱                                                  | 主持人 | 時長   | 播放時段                      | 内容                                                                                              |
| -------------- | -------- | --------------------------------------------------------- | ------ | ------ | ----------------------------- | ------------------------------------------------------------------------------------------------- |
| 2015年12月19日 | 已完結   | 天下衛視之原創短片大賽 （Sky Link TV Short Film Contest） | 汪心怡 | 30分鐘 | 週六 19:30                    | 原創短片大賽為你圓導演夢。                                                                        |
| 2016年3月27日  | 播出中   | 坐觀天下 （Bay Area Today）                               |        | 30分鐘 | 週日19:30 粵語 週六17:30 國語 | 每週專題報導各項民生議題 持續觀察政府在面對問題時的反應 透過走訪社會各階層 一同探討問題的來龍去脈 |

### 直播節目

#### 帕薩迪納玫瑰花車大遊行
玫瑰花車遊行，起源於1890年，它與紐約時代廣場大蘋果倒計時和拉斯維加斯除夕夜的焰火，被稱為全美國新年三大慶典活動，是美國境內規模最大、吸引觀眾最多的新年活動之一。每年直播玫瑰花車遊行的電視媒體有包括：美國廣播公司、全國廣播公司、KTLA、HGTV、西班牙語電視台Univision、Red TV、 家庭電視網、華語電視台天下衛視、和Hallmark Channel等。 天下衛視自2004年起，連續獲得帕薩迪納玫瑰花車遊行委員會，授權獨家華語現場立即實況轉播花車大遊行。每年元旦早上7時30分，華人觀眾打開電視機，鎖定天下衛視頻道，就可以觀看到主播們，對浩浩蕩蕩、延綿近九公里長的90餘輛花車、樂儀隊及馬術隊用華語介紹。

##### 歷屆主題
- 第126屆 2015年 Inspiring Stories 激勵人心的故事 （主持人：沈泠、任霜霜）[12]
- 第125屆 2014年 Dreams Come True 美夢成真 （主持人：羅繼文、莫少康）
- 第124屆 2013年 Oh, the Places You'll Go! 你想去的地方 （主持人：李慶雯、徐志勛）
- 第123屆 2012年 Just Imagine…盡情想象 （主持人：羅繼文、李慶雯）
- 第122屆 2011年 Building Dreams, Friendships & Memories 築夢、友誼與回憶
- 第121屆 2010年 A Cut Above the Rest 更勝一籌
- 第120屆 2009年 Hats Off! to Entertainment 向娛樂致敬
- 第119屆 2008年 Passport to the World's Celebrations 通往世界的護照
- 第118屆 2007年 Our Good Nature 我們的美好自然
- 第117屆 2006年 It's Magical 神奇世界
- 第116屆 2005年 Celebrate Family 慶祝家庭
- 第115屆 2004年 Music Music Music 音樂音樂音樂

## 大型活動

### 黃子華“棟篤笑”
2012年，天下衛視邀請棟篤笑祖師黃子華前來洛杉磯為「天下衛視粵語台開播」造勢。天下衛視作為主辦方，在洛杉磯Pasadena Civic Auditorium舉辦了2012黃子華棟篤笑之《洗燥》。2014年，天下衛視再度與黃子華合作，在洛杉磯、三藩市和紐約三大華人聚集城市舉辦黃子華《唔黐線唔正常》 2014北美巡迴。紐約站在11月16日當天開始售票，一日內售罄。三藩市站在11月28日開始售票，一周內售罄。
- 2014年 黃子華《唔黐線唔正常》 2014北美巡迴[13]
地點：洛杉磯 Shrine Auditorium
地點：三藩市 Nob Hill Masonic Center
地點：紐約 Kupferberg Center Colden Auditorium
- 2012年 黃子華《洗燥》洛杉磯站 
地點：洛杉磯 Pasadena Civic Auditorium

### 全球閩南語歌曲創作演唱大賽
全球閩南語歌曲創作演唱大賽是一個全球性的歌唱比賽活動，至2014年已經舉辦第六屆，曾舉辦的國家及地區包括：新加坡、馬來西亞、台灣、廈門及澳門等。2014年，由海峽衛視主導，聯合天下衛視及年代集團，共同舉辦2014全球閩南語歌曲創作演唱大賽。5月，天下衛視在洛杉磯主辦了全球閩南語歌曲創作演唱大賽北美賽區的選拔。

### K歌之王爭霸賽
K歌之王爭霸賽是一場北美大型歌唱類選秀活動/節目，集結了全美最頂尖的音樂摯愛青年，給全美熱愛唱K的「明日之星」一個展現自我的舞台。 倡導充滿年輕熱情的積極娛樂方式。本活動由天下衛視主辦，凱博文化傳媒協辦，于8月1日至14日舉行k歌初賽。活動特邀美國華裔饒舌天王MC Jin 作為活動大使，在9月5日當天與所有進入決賽的TOP12選手同台演出。作為天下衛視品牌性大型娛樂節目，2015 K歌之王爭霸賽第一季獲得了所有圈內專業人士、選手以及美國觀眾的高度好評。2016年第二季K歌之王爭霸賽已經獲得主流媒體的冠名贊助，正籌備中。

## 合作交流

### 合作對象
- 中国大陆：中國中央電視台（CCTV）、廣州電視台（GZTV）、湖南衛視（HunanTV）、新華社(Xinhua News)2
- 臺灣：年代電視（Era Group）、壹電視（NextTV）、無線衛星電視台（TVBS）1
- 香港：NOW寬頻電視（Now TV）
- 美国：美聯社（Associated Press）2

注：以上內容可能並沒有來源根據，請自行判斷以上內容的可信性及真確性。

 1. 前度合作對象；2.新聞合作媒體

## 外部連結
- 天下衛視官方網頁（页面存档备份，存于）
- 天下衛視的新浪微博
- 天下衛視的Facebook專頁
- 黃子華唔黐線唔正常 2014北美巡迴的Facebook專頁
- YouTube上的天下衛視頻道
- Vimeo上的影片
- 優酷 - 天下衛視訂閱頻道 （页面存档备份，存于）
- 天下衛視linked in頻道